# Kloster Springiersbach

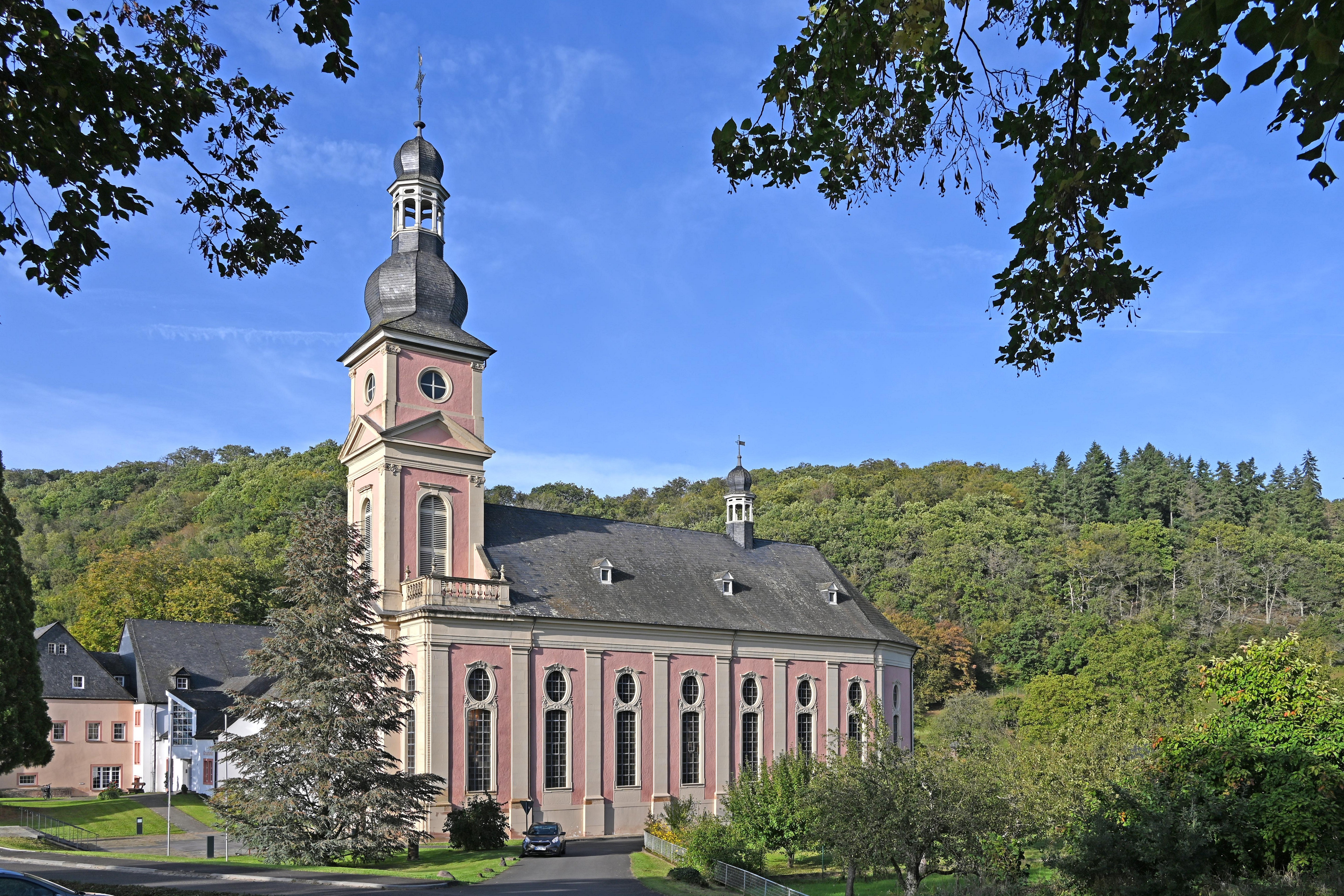
Das Kloster von Süden

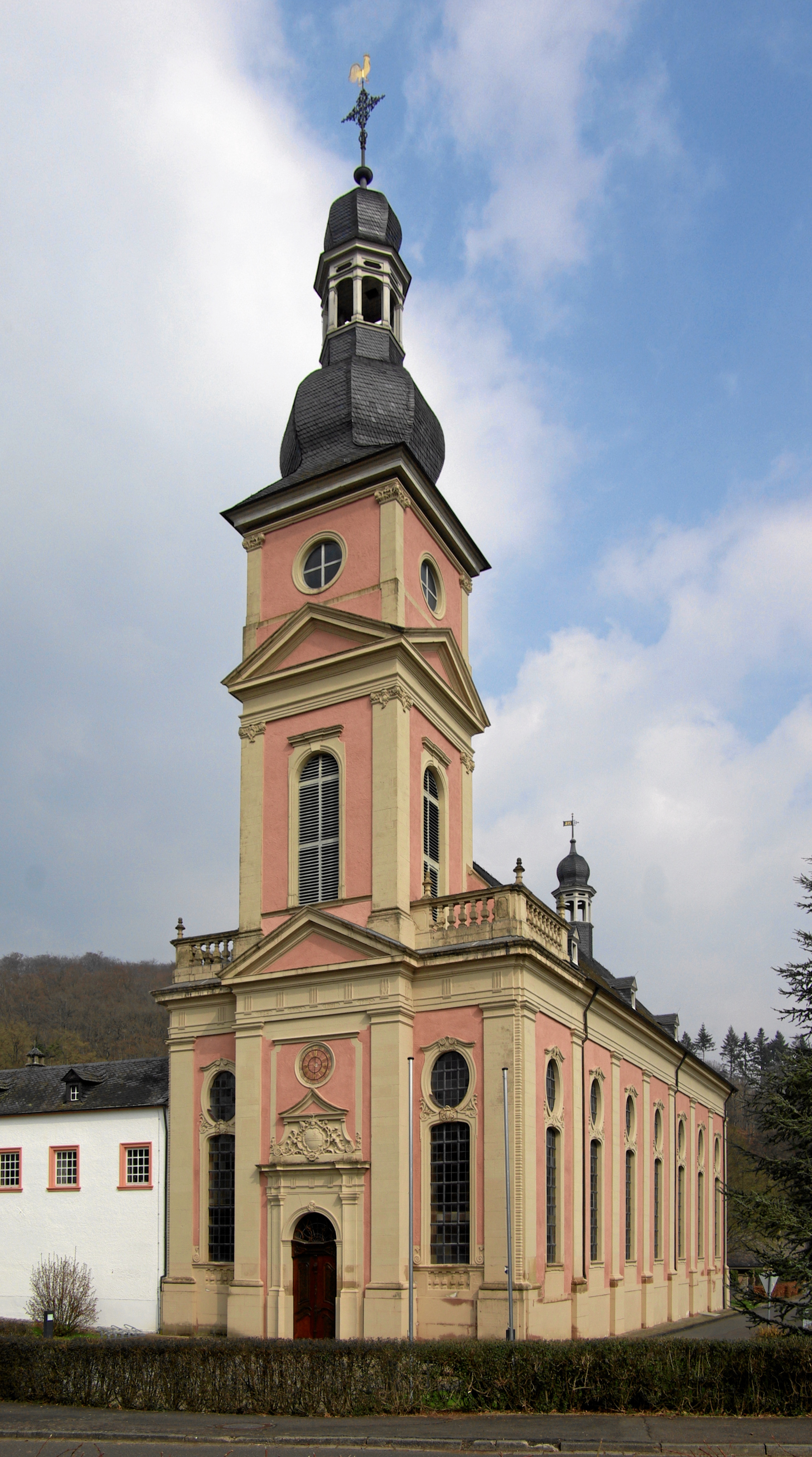
Klosterkirche

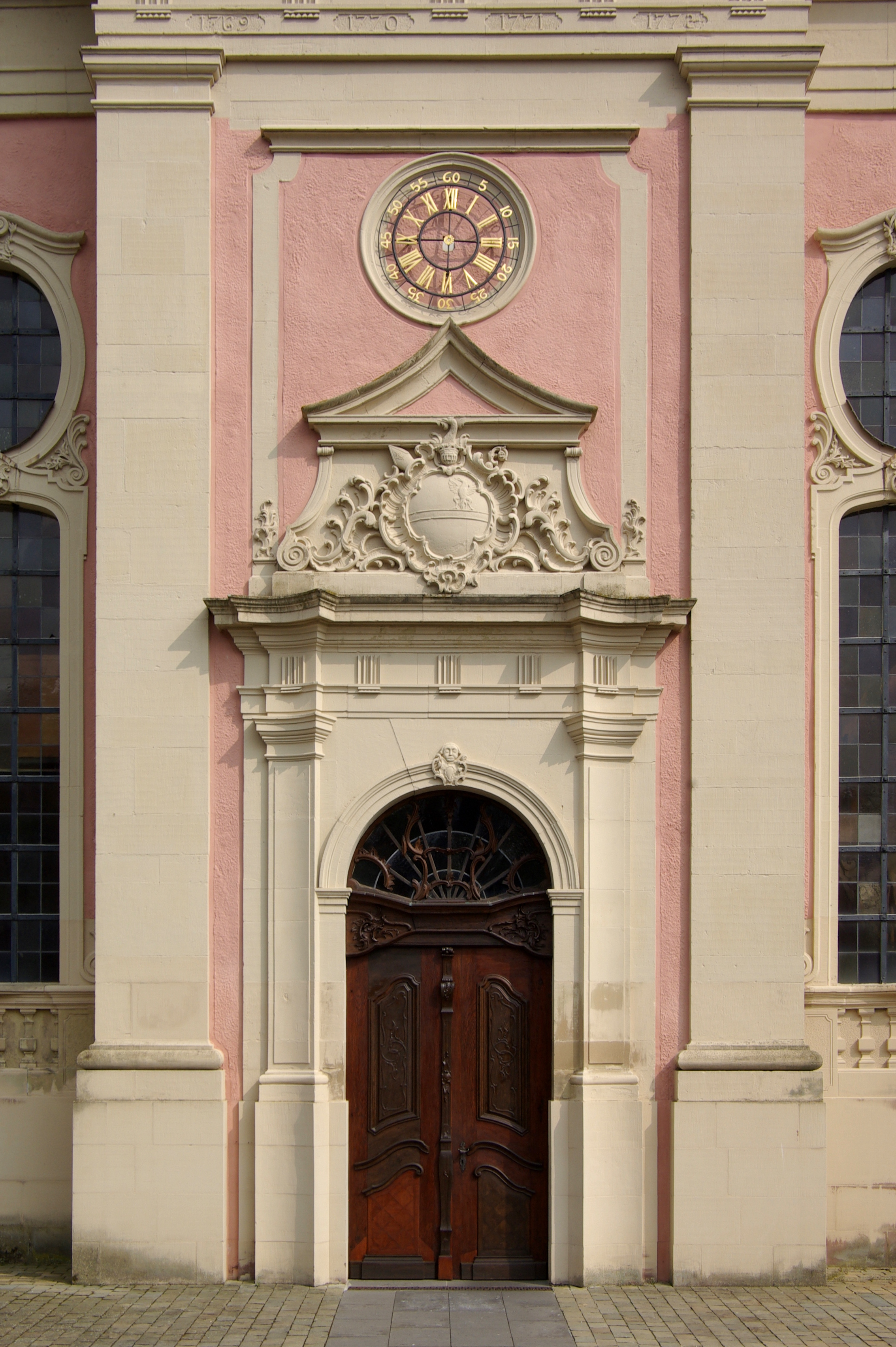
Das Hauptportal der Klosterkirche

Das Kloster Springiersbach ist ein ehemaliges Augustiner-Chorherrenstift und heute ein Kloster der Karmeliten bei Bengel in der Eifel, 16 Kilometer von Wittlich entfernt.

## Geschichte
Das Kloster wurde 1102 von Bruno von Lauffen, 1102 bis 1124 Erzbischof von Trier, in Anwesenheit des Pfalzgrafen bei Rhein, Siegfried I. von Ballenstedt, geweiht. Diese Weihe gilt als Gründung des Klosters Springiersbach, benannt nach dem gleichnamigen Bach und Tal. Erster Abt war Richard I. († 1158), Sohn der Benigna de Duna (Benigna von Daun), einer adeligen Ministerialen aus der Eifel. Auf deren Hof Thermunt, den sie mit allen Ländereien dem Erzbischof vererbte, entstand die erste Zelle des Klosters. Die Augustinusregel mit Schweigen, Fasten, Arbeiten und Beten wurde als Ordensregel ausgewählt und war damit die Grundlage der Gemeinschaft.
Bereits 1107 wurde das Kloster in den Wirren der Kreuzzüge dem Erzbischof entzogen, die Patres durften ihren Abt frei wählen. Zutritt zur Gemeinschaft erhielten nur Adelige, die ihren gesamten Besitzstand dem Kloster zu vermachen hatten – einschließlich Ländereien, Wäldern, Dörfern –, was für das Kloster einen ungeahnten wirtschaftlichen Aufschwung bedeutete.
1120 wurde das Kloster Hane bei Bolanden, Pfalz, mit Chorherren aus Springiersbach besiedelt, 1129 das Kloster Schiffenberg bei Gießen.
1135 wurde die dreischiffige romanische Basilika des Klosters vom Trierer Erzbischof A(dal)bero von Montreuil (* 1080, Erzbischof 1131–1152) geweiht. Sie war die erste aus Stein gebaute Kirche des Klosters und ersetzte eine alte Holzkirche.
Im Jahr 1136 wurden die Gebeine des Heiligen Abrunculus von Trier in die Abtei überführt.
Der geistlichen Aufsicht der Äbte von Springiersbach unterstanden, zum Teil schon seit dem 12. Jahrhundert:
- Das Frauenkloster St. Thomas bei Andernach[3]
- Das Frauenkloster Martental bei Leienkaul[4]
- Das Frauenkloster Marienburg bei Zell (Mosel)[5]
- Das Frauenkloster Stuben bei Bremm an der Mosel[6]
- Das Kloster Peternach (Jakobsbergerhof) bei Boppard

1140 hinterließ Pfalzgraf Siegfrieds Sohn, Wilhelm von Ballenstedt, Pfalzgraf bei Rhein und Graf von Weimar-Orlamünde, dem Kloster, das er zu seiner Grablege erwählt hatte, seinen gesamten rheinischen Eigenbesitz. Hierzu zählten u. a. Höfe in Pünderich und Alflen sowie der Sommethof auf dem Klottener Berg, des Weiteren Grundbesitz, namentlich Weinberge in Briedel, zum Teil mit Hofhäusern, Besitz in Kaimt, Spei bei Merl, Alf, Sankt Aldegund, Bremm, Nehren, Klotten und Wirfus.
1144 wurden die Rechte und Besitztümer des Klosters durch den römisch-deutschen König Konrad III. und 1193 erneut durch Kaiser Heinrich VI. bestätigt.
Am 30. Januar 1299 erwarb das Kloster ein Weingut in „Pleyt“ in Edegry (Ediger).
Abt Johann Friedrich Auwach (Großonkel des Speyerer Domdekans Hermann Lothar von Auwach) amtierte von 1593 bis 1621 als Abt. Wegen seines unbeugsamen Festhaltens am katholischen Glauben hatten ihn die protestantischen Sponheimer Landesherren entführt und eingesperrt, bis er eine Unterwerfungsurkunde unterschrieb, die er jedoch nach seiner Freilassung sofort widerrief. Für seine Glaubensfestigkeit gewährte ihm der Papst 1606 das Privileg, als erster Springiersbacher Abt eine Mitra zu tragen. Möglicherweise aus Dank für diese Ehrung stiftete Abt Johann Friedrich 1610 der Wallfahrtskirche St. Bartholomäus in Olkenbach-Heinzerath einen kostbaren, von dem Bildhauer Hans Ruprecht Hoffmann geschaffenen Renaissance-Altar.
Im Jahr 1752 wurde der Springiersbacher Hof in Ediger unter Abt Johann Heinrich von Wasserberg (1728–1758) neu gebaut.
In der Frühen Neuzeit sank die Bedeutung des Klosters, durch Streitigkeiten innerhalb des Konvents wurde das geistliche Leben behindert und mehrere Reformversuche des Trierer Erzbischofs scheiterten. Von 1769 bis 1772 wurde allerdings die noch erhaltene, barocke Kirche errichtet. Architekt war der aus Straßburg stammende Paul Stehling, die Deckenmalereien schuf Franz Freund aus Bernkastel. Sie zeigen eine Szene aus dem Leben des Heiligen Augustinus, die Himmelfahrt Mariens und die Dreifaltigkeit. Die Altäre der Kirche und besonders das Chorgestühl sind in Rokoko-Formen gehalten, deren symmetrische Gestaltung bereits ein erstes Anzeichen des Klassizismus ist.
Nach 1789 wandelte der damalige Trierer Erzbischof und Kurfürst Clemens Wenzeslaus von Sachsen (1739–1812, Erzbischof 1768–1801) mit Genehmigung von Papst Pius VI. das Augustinerkloster in ein Ritterstift um. Wenig später fiel Springiersbach unter die Säkularisation Napoléon Bonapartes und wurde geschlossen. Die erst 1769 errichtete Klosterkirche wurde 1802 vom Trierer Bischof Charles Mannay zur Bengeler Pfarrkirche umgewidmet und entging dadurch dem Abriss; durch die Entfernung zum Ort war sie jedoch für die Pfarrangehörigen nur schwer erreichbar. Die Klostergebäude wurden unterteilt und an verschiedene Privatpersonen verkauft, lediglich ein kleiner Bereich diente als Pfarrhaus.
1897 zerstörte ein Brand die Dächer der Kirche. Die Pfarrei Bengel wollte die von der Versicherung gezahlte Summe zunächst nicht in den Wiederaufbau investieren, sondern im Ort selbst eine neue Kirche bauen. Die preußische Denkmalpflege und der Pfarrer setzten sich jedoch für die Wiederherstellung ein. Anfang des 20. Jahrhunderts wurde die ehemalige Klosterkirche dann aber doch geschlossen, da Bengel inzwischen die lange gewünschte Pfarrkirche im Ort erhalten hatte. Der bedeutende Barockbau drohte durch fehlende Nutzung endgültig zu verfallen.
Im Jahr 1922 gründete die Oberdeutsche Provinz der Karmeliten aus Bamberg einen kleinen Konvent im Kloster Springiersbach, das ihr der kurz vorher verstorbene Trierer Bischof Michael Felix Korum angeboten hatte. 1940 zerstörte erneut ein Brand das Dach der Klosterkirche, wenig später stürzte das Gewölbe des Langhauses ein. Trotz der Kriegszeit gelang es dem Kloster, die Kirche bis 1946 wieder aufzubauen. Die Deckenmalereien wurden von dem Maler Hermann Velte originalgetreu nach Fotos und erhaltenen Resten rekonstruiert.
1962 wurden Teile des Klosters durch den Architekten Walter Neuhäusser saniert und neugestaltet, nachdem der Orden die teilweise noch in Privatbesitz befindlichen und verfallenen Gebäude hatte erwerben können. Dabei konnten auch erhaltene Teile der romanischen Architektur wieder freigelegt bzw. rekonstruiert werden.

## Liste der Äbte

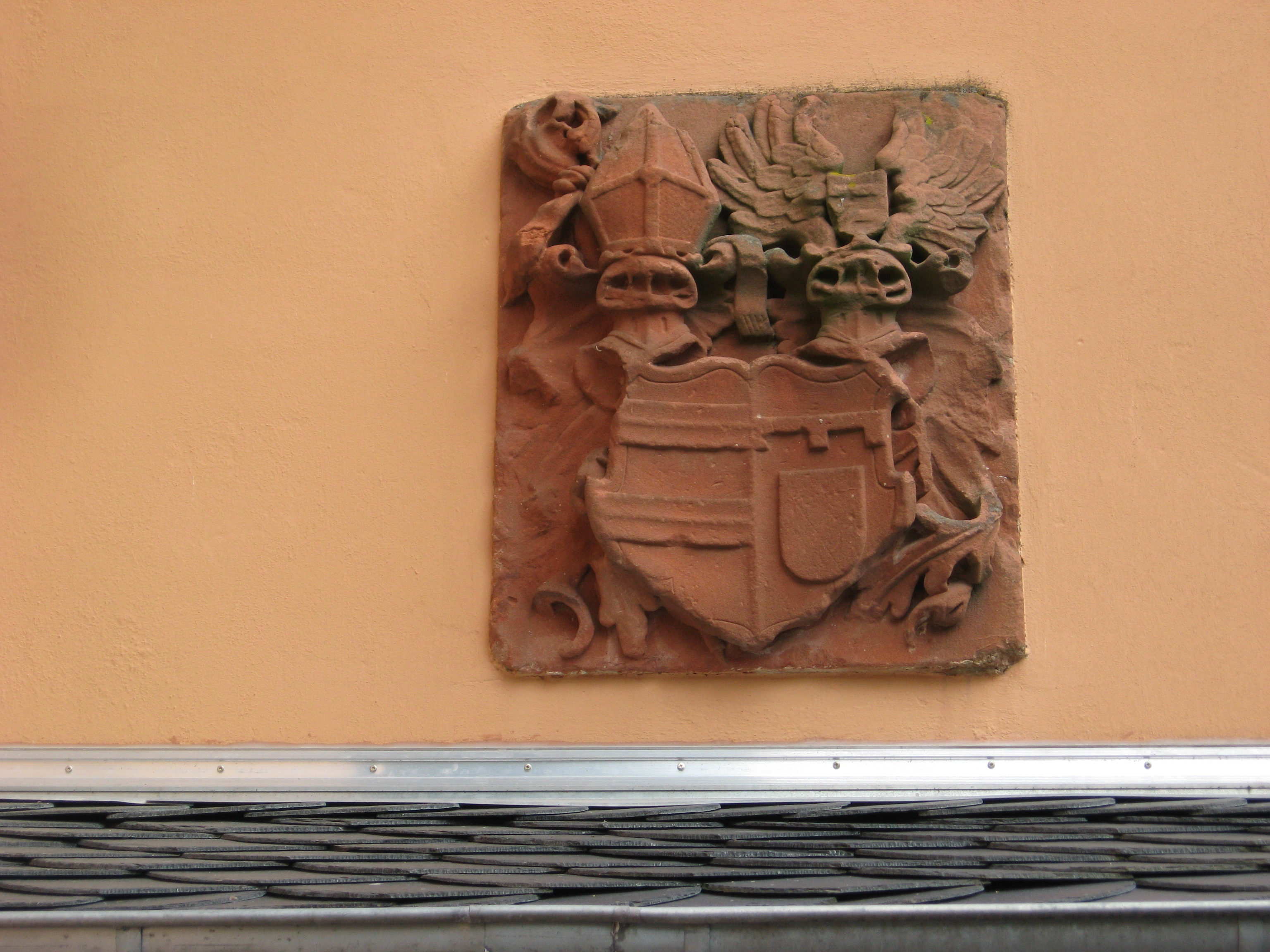
Wappen des Abtes Johann Eberhard von Deusternau

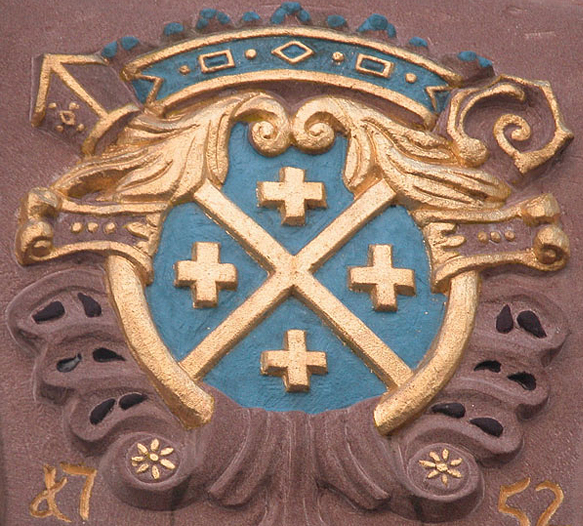
Wappen des Abtes Heinrich von Wassenberg am Springiersbacher Hof

- 1129–1158: Richard I. (seit 1118 Propst)
- 1158–1169: Richard II.
- 1169–1190: Godefried
- 1193:00000 Absalon
- 1196–1210: Werner
- 1224:00000 Gerhard
- 1250–1284: Heinrich I.
- 1293–1307: Nikolaus von Waldeck
- 1308–1315: Richard III.
- 1318–1320: Heinrich II.
- 1327–1352: Eustachius von Monreal
- 1352–1374: Matthäus Zandt von Merl
- 1374–1396: Paul von Lahnstein
- 1396–1400: Theoderich von Wittlich
- 1400–1434: Simon (Sigmund) von Weiler
- 1434–1438: Philipp von Koppenstein
- 1438–1462: Peter von Kesselstatt
- 1462–1493: Konrad von Metzenhausen
- 1493–1530: Johann Print von Horchheim genannt Brohl
- 1530–1560: Daniel Schilling von Lahnstein
- 1560–1578: Caspar von Schutzbar genannt Milchling
- 1578–1593: Peter Scheid genannt Weschpfennig
- 1593–1621: Johann Friedrich Auwach von Wittlich
- 1621–1638: Johann Eberhard von Deusternau
- 1638–1657: Hermann von Cortenbach
- 1657–1688: Franz Wilhelm von Jülicher von Eilen
- 1688–1695: Vakanz
- 1695–1711: Theoderich Werner von Roest genannt Entzenbroch
- 1711–1728: Johann Balduin von Berg von Dürffendahl
- 1728–1758: Johann Heinrich von Wassenberg
- 1758–1789: Karl Kaspar von Holtrop

## Orgel der Klosterkirche

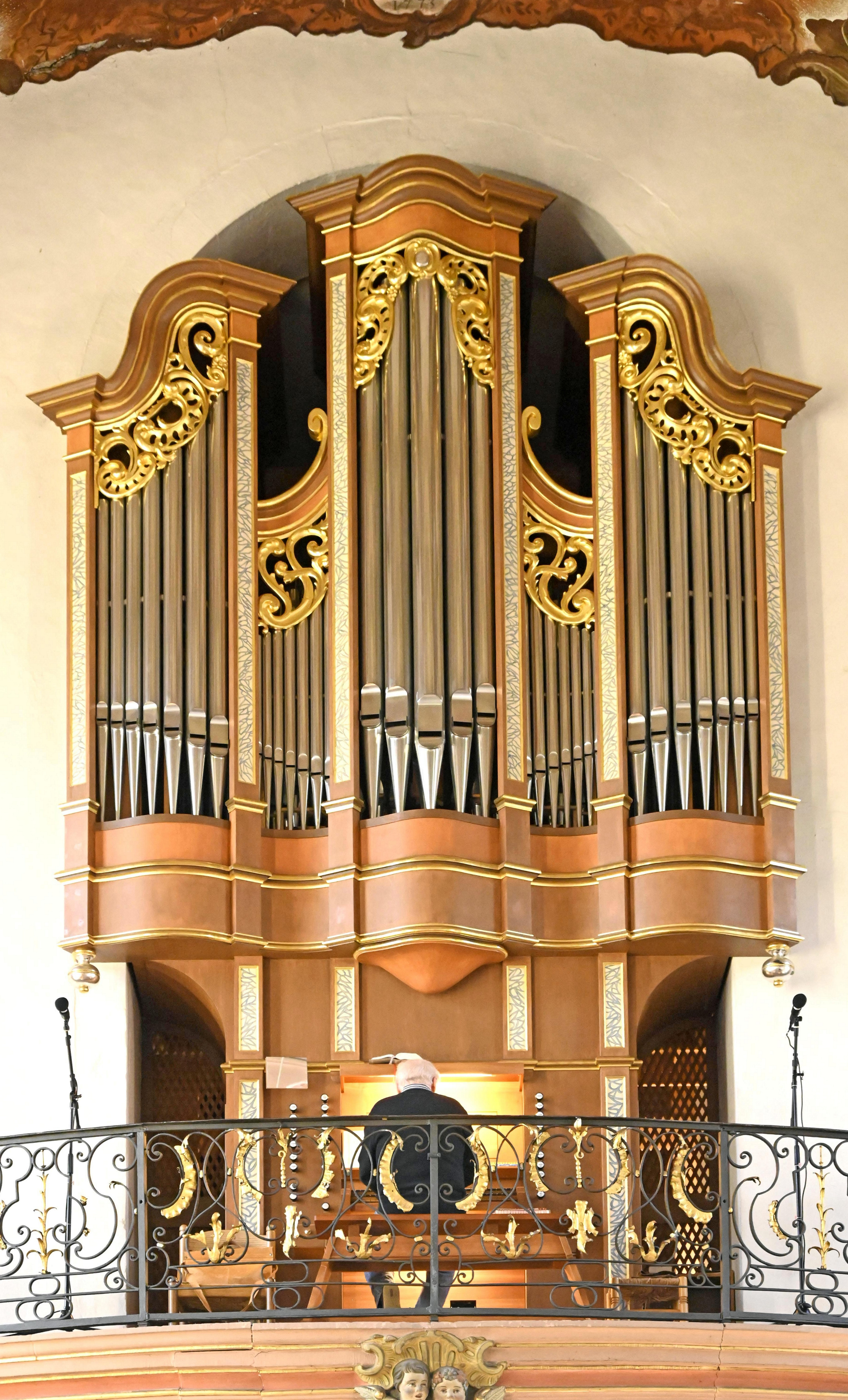
Sandtner-Orgel (1998), II/P/27

Die Orgel der Klosterkirche wurde 1998 von der Orgelbaufirma Hubert Sandtner (Dillingen an der Donau) erbaut. Das Instrument hat 27 Register auf zwei Manualen und Pedal (Schleifladen) und mechanische Spiel- und Registertrakturen.
| I Hauptwerk C–g3 |                   |       |
| 1.               | Principal         | 8′    |
| 2.               | Copel             | 8′    |
| 3.               | Holzflöte         | 8′    |
| 4.               | Gamba             | 8′    |
| 5.               | Octave            | 4′    |
| 6.               | Blockflöte        | 4′    |
| 7.               | Doublette         | 2′    |
| 8.               | Mixtur IV         | 1 ⁄3′ |
| 9.               | Cornett V (ab b0) | 8′    |
| 10.              | Trompete          | 8′    |

| II Schwellwerk C–g3 |            |        |
| 11.                 | Bourdon    | 8′     |
| 12.                 | Salicional | 8′     |
| 13.                 | Unda maris | 8′     |
| 14.                 | Prestant   | 4′     |
| 15.                 | Querflöte  | 4′     |
| 16.                 | Nasard     | 2 ⁄3′  |
| 17.                 | Waldflöte  | 2′     |
| 18.                 | Terz       | 1 3⁄5′ |
| 19.                 | Scharff IV | 1′     |
| 20.                 | Oboe       | 8′     |
|                     | Tremulant  |        |

| Pedal C–f1 |            |     |
| 21.        | Violon     | 16′ |
| 22.        | Subbaß     | 16′ |
| 23.        | Octavbaß   | 8′  |
| 24.        | Gedecktbaß | 8′  |
| 25.        | Choralbaß  | 4′  |
| 26.        | Posaune    | 16′ |
| 27.        | Trompete   | 8′  |

- Koppeln: II/I, I/P, II/P